# Lehre
Lehre település Németországban, azon belül Alsó-Szászország tartományban. Lakosainak száma 12 029 fő (2023. december 31.). Lehre Calberlah, Meine, Papenteich és Isenbüttel községekkel határos.

## A település részei
- Beienrode
- Essehof
- Essenrode
- Flechtorf
- Groß Brunsrode
- Klein Brunsrode
- Lehre
- Wendhausen

## Népesség
A település népességének változása:
| Lakosok száma | 11 516 | 12 249 | 12 218 | 12 135 | 12 000 | 12 097 | 12 029 |
|               | 2014   | 2016   | 2017   | 2019   | 2021   | 2022   | 2023   |

## Híres emberek
- Hans Graf von Bülow (1774–1825), porosz államférfi született Essenrodeban
- Karl August von Hardenberg (1750–1822), porosz államférfi született Essenrodeban